# 121-й Нью-Йоркский пехотный полк
121-й Нью-Йоркский добровольческий пехотный полк (англ. 121st New York Volunteer Infantry Regiment), так же Onesers или Upton's Regulars — один из пехотных полков армии Союза во время Гражданской войны в США. Полк был сформирован в августе 1862 года, и прошёл многие сражения гражданской войны на Востоке от сражения при Южной горе до сражения при Аппоматтоксе. Знаменит участием в сражении при Раппаханок-Стейшен и в атаке Аптона.

## Формирование
19 июля 1862 года полковник Ричард Фрэнчот был уполномочен набрать полк в округах Херкимер и Оцего. Пунктом сбора был Херкимер, где 13 августа 1862 года полк был принят на службу в армию штата Нью-Йорк сроком на три года. Роты были набраны: А - в Мэжнхейме, Литл-Фолз, Селсбери и Данубе; В - в Уинфилде, Плейнфилде, Литчфилде, Германа-Флетс, Колумбии и Старке; С - в Фэирфилде, Руссии, Херкомере и Ньюпоте; D - во Франкфорте, Уоррене, Мэнхейме, Шуйлере, Колумбии и Селсбери; Е - в Миддлфилде, Милфорде, Черри-Велли, Хартвике, Спрингфилде Отего и Розбуме; F - в Эдмстоне, Эксетере, Унадилле, Отего и Мериленде; G - в Черри-Велли, Розбуме, Декатуре, Миддлфилде, Вестфорде, Вустере и Херкимере; Н - в Литтл-Фолз, Ричфилде, Селсбери и Отего; I - Милфорде, Лауренсе, Моррисе, Вустере, Питтсфилде, Хартвике и Германа-Флетс; К - в Лоуренсе, Нью-Лисбоне, Онеонте, Бёрлингтоне, Отего, Баттернатсе, Питсфилде и Плейнфилде.
23 августа полк был принят на службу в федеральную армию в лагере Кэмп-Шуйлер. Его первым командиром стал полковник Ричард Фрэнчот, подполковником - Чарльз Кларк, майором - Эгберт Олкотт.

## Боевой путь
30 августа полк покинул штат и 3 сентября прибыл в Нью-Йорк, где сразу был включён в 1-ю дивизию (Генри Слокама) VI корпуса Потомакской армии, в бригаду Джозефа Бартлетта. В составе этой бригады полк прослужил до конца войны.
Дивизия сразу же была задействована в Мерилендской кампании, и полк участвовал в сражении у Южной Горы (у ущелья Крремптона), хотя и не был введён в бой. В сражении при Энтитеме полк, как новонабранный и неопытный, в бой так же не вводился. 25 сентября 1862 года полковник Фрэнчот подал в отставку, чтобы занять место депутата Конгресса, и полковником был избран Эмори Аптон, в то время - первый лейтенант регулярной армии.
В октябре полк стоял в Шарпсберге, а в ноябре участвовал в наступлении к Фалмуту. 13 декабря он участвовал в сражении при Фредериксберге, где потерял 4-х рядовых убитыми и 12 ранеными.
В январе полк участвовал в "Грязевом марше".
23 марта подполковник Кларк покинул полк и его место 10 апреля занял майор Олкотт с повышением в звании.

121-й в сражении при Салем-Чёрч

В конце апреля началась Чанселорсвиллская кампания: дивизия Брукса перешла Раппаханоу у Франклинс-Кроссинг, не была задействована во втором сражении при Фредериксберге, но когда были взяты высоты Мари, дивизию послали в наступление в тыл армии противника. Дивизия наступала колонной по обеим сторонам Пленк-Роуд. Левее дороги (по южной её стороне) шла бригада Джозефа Бартлетта.
Встретившись с противником, бригада Бартлетта развернулась южнее дороги. Федеральная линия прошла насквозь полосу густого леса и на его западной окраине наткнулась на алабамцев. К югу от дороги 9-й Алабамский полк занял здание Салем-Чёрч и здание школы, превратив их в небольшую крепость. Эта крепость приостановила федеральное наступление на какое-то время. Собравшись с силами, северяне пошли на штурм этой крепости: 121-й Нью-Йоркский ворвался в бревенчатое здание школы, а 23-й Нью-Джерсийский захватил Салем-Чёрч, взяв в плен защитников церкви. Западнее церкви держали оборону 8-й и 10-й Алабамские полки. 121-й Нью-Йоркский полк атаковал их: полк бросился в штыковую атаку, ударил по 10-му Алабамскому и отбросили его. Отступление 10-го алабамского открыло фланг 8-го Алабамского. Его командир был уже ранен, но подполковник Хилари Герберт заметил опасность и развернул влево две роты, который открыли фланговый огонь по наступающим ньюйоркцам. Аптон потом вспоминал, что всего за 7 минут он потерял 200 человек из своих 453-х. В этот момент бросился в контратаку 9-й алабамский; к нему присоединились слева 11-й и 14-й, а затем и 10-й и 51-й джорджианские полки бригады Семса. Атакующие прорвались к церкви и школе, освободив там своих пленных. Бригады Брукса стали отступать за лес.
При Салем-Черч полк потерял 4 офицеров и 92 рядовых убитыми, 2 офицеров и 155 рядовых ранеными, 2 офицеров и 21 рядового пленными или пропавшими без вести. Полк потеряно 62% своего состава всего за 20 минут сражения. Погибли капитан Нельсон Венделл, первый лейтенант Даблдей, второй лейтенант Фредерик Форд, а капитан Томас Арнольд получил смертельное ранение и умер 18 мая.